# Cérbero
Cérbero (em grego clássico: Κέρβερος; romaniz.: Kerberos – trad.: “demónio do poço”; em latim: Cerberus), na mitologia grega, era um monstruoso cão de três cabeças que guardava a entrada do mundo inferior, o reino subterrâneo dos mortos, deixando as almas entrarem, mas jamais saírem e despedaçando os mortais que por lá se aventurassem.

## Família
Segundo Hesíodo, Cérbero era filho de Tifão e Equidna, irmão de Ortros, Quimera e da Hidra de Lerna. Pseudo-Apolodoro inclui Ladão, o Dragão das Hespérides, Ethon, a Águia do Cáucaso, a Esfinge e Faia, a Porca de Cromíon, como filhos de Tifão e Equidna e irmãos de Cérbero, e inclui o Leão de Nemeia como filho de Tifão. Já Higino inclui Górgon Aix, o Dragão da Cólquida e Cila como filhos de Tifão e Equidna.

## Morfologia
A descrição da morfologia de Cérbero nem sempre é a mesma, havendo variações. Mas uma coisa que em todas as fontes está presente é que Cérbero era um cão que guardava as portas do Tártaro, não impedindo a entrada e sim a saída. Quando alguém chegava, Cérbero fazia festa, era uma criatura adorável. Mas quando a pessoa queria ir embora, ele a impedia; tornando-se um cão feroz e temido por todos. Os únicos que conseguiram passar por Cérbero saindo vivos do submundo foram Héracles, Orfeu e Eurídice, Eneias, Psiquê e Ulisses.
Cérbero era um cão com várias cabeças, não se têm um número certo, mas na maioria das vezes é descrito como tricéfalo (três cabeças). Sua cauda também não é sempre descrita da mesma forma, às vezes como de dragão, como de cobra ou mesmo de cão. Às vezes, junto com sua cabeça são encontradas serpentes cuspidoras de fogo saindo de seu pescoço, e até mesmo de seu tronco.

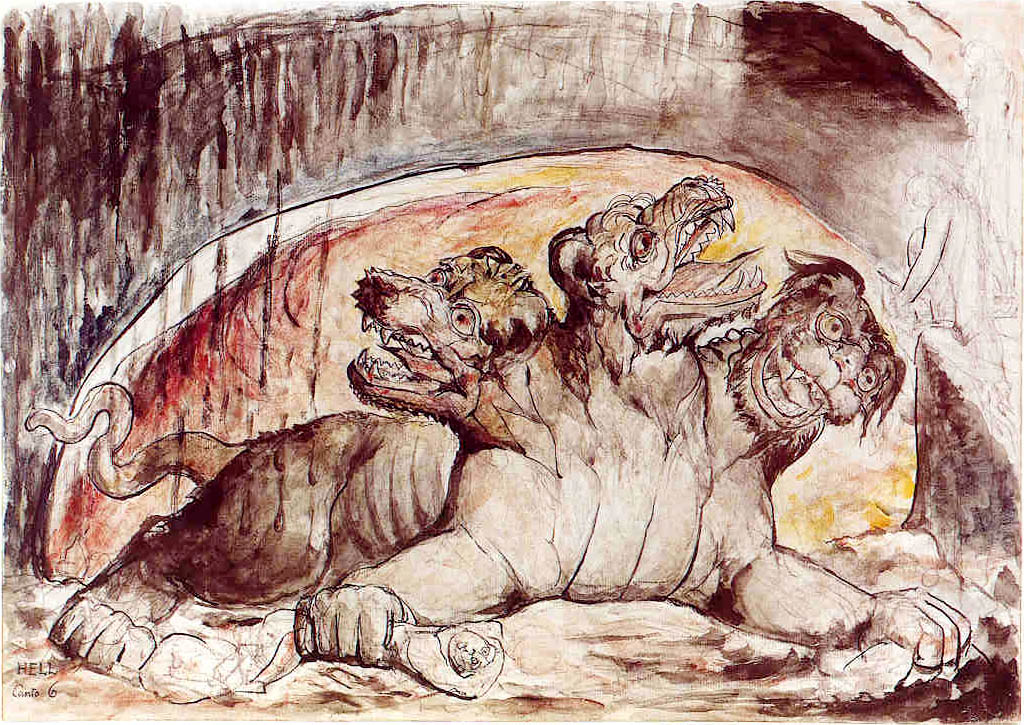
O monstro tricéfalo Cérbero presidindo sobre o terceiro ciclo infernal, aquele dos glutãos e dos epicúrios
Aquarela de William Blake (1757-1827); National Gallery of Victoria, Austrália

Quanto à vida depois da morte, os gregos acreditavam que a morada dos mortos era o reino de Hades, o deus do sub-mundo, ao lado de Perséfone (Deusa da primavera, filha de Zeus e Deméter). Hades era irmão de Zeus. Localizava-se nos subterrâneos, rodeado de rios, que só poderiam ser atravessados pelos mortos. Os mortos conservavam a forma humana, mas não tinham corpo, não se podia tocá-los. Os mortos vagavam pelo Hades, mas também apareciam no local do sepultamento. Havia rituais cuidadosos nos enterros, e os mortos eram cultuados, principalmente pelas famílias em suas casas. Quando os homens morriam eram transportados, na barca de Caronte para a outra margem do rio Aqueronte, onde se situava a entrada do reino de Hades. O acesso se dava por uma porta de diamantes junto a qual Cérbero montava guarda.
Para acalmar a fúria de Cérbero, os mortos que residiam no submundo jogavam-lhe um bolo de farinha e mel que os seus entes queridos haviam deixado no túmulo.
Seu nome, Cérbero, vem da palavra Kroboros, que significa comedor de carne. Cérbero comia as pessoas. Um exemplo disso na mitologia é Pirítoo, que por tentar seduzir Perséfone, a esposa de Hades e filha de Deméter, deusa da fertilidade da Terra, foi entregue ao cão. Como castigo Cérbero comia o corpo dos condenados.
Cérbero, quando a dormir, está com os olhos abertos, porém, quando o mesmo está de olhos fechados, está acordado.

## Aparições

### Divina Comédia
Cérbero aparece no Inferno dos Gulosos (Canto VI), da Divina Comédia, de Dante Alighieri, onde estes ficam solitários na lama, sem poder comer e beber livremente. E ficavam sob uma chuva gelada e a presença de Cérbero que os come eternamente com seu apetite insaciável. Cérbero é a imagem do apetite descontrolado.

### Doze trabalhos de Héracles

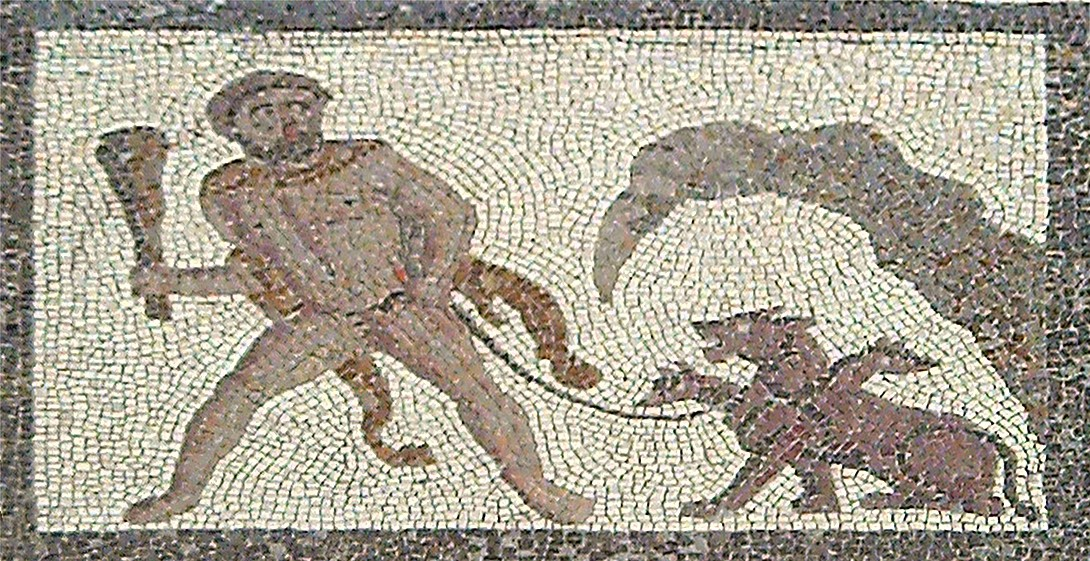
Héracles e Cérbero
Detalhe do mosaico romano "Os Doze Trabalhos de Hércules", de Llíria, Museu Arqueológico de Espanha

Euristeu, sabendo que Héracles só ficaria mais um ano sob suas ordens, estava desesperado de medo e, para seu décimo segundo trabalho, ordenou-lhe que descesse ao reino de Hades e trouxesse de volta o cão tricéfalo, Cérbero, que guardava as portas do inferno. Isto, tinha certeza, estava acima de suas forças; e o próprio Héracles estava a duvidar que conseguisse realizar essa temerária e perigosa façanha. Ofertou grandes sacrifícios aos deuses, pedindo sua proteção; suas preces foram ouvidas.
A deusa Atena, e Hermes, mensageiro dos deuses, apresentaram-se a ele, acompanhando-o até à sombria caverna, pelo túnel longo e escuro que levava às portas a um maldito e obscuro mundo infinito (inferno). Ao percebê-los, as três cabeças de Cérbero puseram-se a uivar de maneira horrível, o que chamou a atenção de Hades; mas ao ver um deus e uma deusa em companhia de Héracles, perguntou-lhes o que procuravam.
- Meu senhor Euristeu ordenou-me de levar à terra o cão tricéfalo Cérbero que guarda esta porta, disse Héracles, e é pela vontade de Zeus, senhor da terra e do céu, que eu lhe obedeço. Deixe-me levar seu cão de guarda para poder cumprir as ordens recebidas. Prometo-lhe que Cérbero nada sofrerá e lhe será restituído, são e salvo.
Hades fechou a carranca e respondeu:
- Se você for capaz de carregar Cérbero nos ombros, sem feri-lo, então poderá levá-lo ao seu senhor Euristeu; mas, prometa trazê-lo de volta, ileso.
Então Héracles aproximou-se de Cérbero e, apesar de suas três enormes bocarras guarnecidas de dentes afiados e cruéis, ergueu o animal aos ombros e subiu pelo caminho que levava da caverna tenebrosa à luz do dia. O caminho era longo, áspero e íngreme, e pesada a sua carga; as três cabeças rosnavam e mordiam, durante todo o trajeto, porém Héracles, concentrando-se no pensamento de próxima libertação, não lhes dava atenção. Afinal chegou a Micenas. Euristeu ficou tão apavorado quando soube que Héracles trazia nos ombros o terrível cão tricéfalo, que se escondeu debaixo da cuba de bronze, mandando-lhe uma mensagem na qual lhe ordenava que se afastasse de Micenas para todo o sempre. Então, de coração leve, dirigiu-se Héracles para a caverna. Desceu pelo longo túnel e depositou Cérbero às portas do inferno.